# Jean-Paul Le Chanois
Pour les articles homonymes, voir Dreyfus.
Jean-Paul Etienne Dreyfus, dit  Jean-Paul Le Chanois, né le 25 octobre 1909 à Paris 9e et mort le 8 juillet 1985 à Passy en Haute-Savoie, est un cinéaste et homme de théâtre français.
Il est également connu pour son engagement politique au sein du Parti communiste français, son syndicalisme dans le milieu de cinéma et ses activités dans la Résistance sous l'Occupation allemande de la France.
Il est également auteur-compositeur de chansons, telle que Un monsieur me suit dans la rue (interprétée par Édith Piaf et Barbara).

## Biographie
Jean-Paul Etienne Dreyfus, fils de Raphaël Benjamin Henri Dreyfus, docteur en médecine, et de Charlotte Lucie Lelion, est né le 25 octobre 1909, dans la maison familiale, au 1, rue Ballu dans le 9e arrondissement de Paris
Licencié en droit et en philosophie, il poursuit un temps des études de médecine qu'il abandonne pour exercer divers métiers : marin, manœuvre, ouvrier typographe.
En 1930, il entre à La Revue du Cinéma puis joue dans les films de la société Pathé avant de devenir attaché de direction de la société. Il travaille ensuite comme assistant de Julien Duvivier, Alexander Korda, Maurice Tourneur et Jean Renoir avant d'exercer le métier de monteur. Il habite toujours 1 rue Ballu.
Dans les années 1930, il est l'un des animateurs du Groupe Octobre, groupe artistique lié au Front populaire. Jean-Paul Le Chanois réalise ses premiers films avant la guerre (Le Temps des cerises en 1938 et L'Irrésistible rebelle en 1940).
Communiste, et d'origine juive, il travaille, pendant l'occupation allemande, comme scénariste, sous un prête-nom, pour la Continental-Films, société de production de films français dirigée par les Allemands sous l'Occupation. Jean-Paul Le Chanois a dirigé le Comité de libération du cinéma français, organisme de résistance sous l'Occupation, sous le pseudonyme de Marceau et signé un film: Au cœur de l'orage (1944). Réalisé à partir de séquences filmées dans le Maquis du Vercors, c'est le seul film sur la résistance tourné sous l'Occupation.
Après la guerre, il écrit quelques scénarios et dialogues pour d'autres cinéastes avant de réaliser en 1945 Messieurs Ludovic. En 1948, L’École buissonnière (Grand Prix du Festival de Knokke-le-Zoute), film assorti d'un beau succès commercial. Après La Belle que voilà (1949), il allie le populisme traditionnel du cinéma français au néoréalisme italien d'après-guerre avec Sans laisser d'adresse (1950, Ours d'or au Festival de Berlin en 1951).
Jean-Paul Le Chanois se tourne ensuite vers un cinéma moins élaboré, exploitant une veine souriante et comique. C'est, en 1953, Le Village magique avec Robert Lamoureux et Lucia Bosè, et en 1954, l'un de ses plus grands succès, Papa, Maman, la Bonne et moi, une comédie de mœurs sur la famille française type. Cinéaste engagé, ses films portent un regard sur les avatars contemporains : la crise du logement pour Papa, Maman, la Bonne et moi, l'accouchement sans douleur pour Le Cas du docteur Laurent (1956) ou l'éducation permissive des enfants avec Par-dessus le mur (1961).
Puis il tourne Les Misérables (1958), une des productions les plus coûteuses du cinéma français, avec Jean Gabin dans le rôle de Jean Valjean, Bourvil dans celui de Thénardier et Bernard Blier en inspecteur Javert. En 1964 et 1966 il réalise encore deux films avec Jean Gabin, devenu son acteur fétiche, Monsieur et Le Jardinier d'Argenteuil, avant de mettre un terme à sa carrière cinématographique. Pour l'ORTF, il réalise Madame, êtes vous libre ? (1969).
À la fin des années 1970, il crée une association, L'Image et la Mémoire, « destinée à recueillir les témoignages filmés de tous les vétérans qui avaient fait le cinéma français ».
Il écrit quelques chansons pour Édith Piaf et Yves Montand et met en scène au théâtre plusieurs pièces dont Phèdre et Don Quichotte. Jean-Paul Le Chanois est élu en 1972 vice-président du Syndicat national des auteurs et des compositeurs CGT.
Il a travaillé comme assistant aux côtés de Julien Duvivier, Alexander Korda, Maurice Tourneur et Jean Renoir, avant d'exercer le métier de monteur.
Dans le film Laissez-passer, son rôle est interprété par Ged Marlon.

### Vie privée
Son père, Raphaël Benjamin Henri Dreyfus, était docteur en médecine.
Le 28 septembre 1933 à Paris 9e, il épouse Naomi Newman, fille d'écrivain, dont il divorce le 7 juin 1955.
Par application du décret du 21 décembre 1961, il est autorisé à porter le nom de « Le Chanois »
.
Il se remarie, le 10 mai 1965 à Paris 18e, avec Micheline Germaine Fontaine.
Il aurait également été marié à Emma Le Chanois née Levin (1911-2006), monteuse et assistante réalisatrice.
Il meurt le 8 juillet 1985 à Passy, en Haute-Savoie. Incinéré, ses cendres sont dispersées au cimetière parisien de Thiais, dans le Val-de-Marne.

## Filmographie sélective

### Réalisateur

#### Cinéma
- 1936 : La vie est à nous, coréalisation et coscénario avec Jean Renoir, Jacques Becker, André Zwobada, Pierre Unik, Henri Cartier-Bresson, Paul Vaillant-Couturier, Jacques-Bernard Brunius
- 1936 : Le Souvenir - Espagne 36 - Documentaire
- 1937 : Au secours du peuple catholique basque - L'ABC de la liberté - Documentaire
- 1937 : La Vie d'un homme - Documentaire
- 1938 : Le Temps des cerises
- 1939 : Un peuple attend (Au pays du vin) - Documentaire
- 1940 : Une idée à l'eau (L'Irrésitible Rebelle)
- 1946 : Messieurs Ludovic
- 1948 : Au cœur de l'orage - Documentaire
- 1949 : L'École buissonnière avec Bernard Blier, Édouard Delmont
- 1950 : La Belle que voilà avec Michèle Morgan, Henri Vidal
- 1951 : Sans laisser d'adresse avec Bernard Blier, Danièle Delorme
- 1952 : Agence matrimoniale avec Bernard Blier, Louis de Funès
- 1954 : Papa, Maman, la Bonne et moi avec Robert Lamoureux, Gaby Morlay, Fernand Ledoux, Nicole Courcel
- 1955 : Le Village magique avec Robert Lamoureux, Lucia Bosè
- 1955 : Les Évadés avec Pierre Fresnay, François Périer, Michel André
- 1955 : Papa, maman, ma femme et moi avec Robert Lamoureux, Gaby Morlay, Fernand Ledoux, Nicole Courcel
- 1957 : Le Cas du docteur Laurent avec Jean Gabin, Nicole Courcel, Silvia Monfort
- 1958 : Les Misérables avec Jean Gabin, Bourvil, Bernard Blier
- 1960 : La Française et l'Amour, sketch La Femme seule avec Robert Lamoureux, Martine Carol, Silvia Monfort
- 1961 : Par-dessus le mur avec Silvia Monfort, François Guérin
- 1962 : Mandrin, bandit gentilhomme avec Georges Rivière, Silvia Monfort, Georges Wilson
- 1964 : Monsieur avec Jean Gabin, Mireille Darc, Philippe Noiret, Liselotte Pulver
- 1966 : Le Jardinier d'Argenteuil avec Jean Gabin, Liselotte Pulver
- 1973 : Terres des Baux en péril, court métrage (réalisation)

#### Télévision
- 1969-1970 : Madame êtes-vous libre ?, série télévisée (réalisation), avec Denise Fabre, Coluche
- 1972 : La Paroi, téléfilm avec Michel Vitold, Pierre Brice (réalisation)
- 1976 : Cinéma 16 - téléfilm : Le Berger des abeilles (réalisation)

### Scénariste

#### Cinéma
- 1942 : Le Moussaillon de Jean Gourguet (adaptation)
- 1943 : La Main du diable, de Maurice Tourneur
- 1944 : Cécile est morte, de Maurice Tourneur
- 1948 : L'Idole d'Alexandre Esway (dialogues)
- 1948 : Impasse des Deux-Anges, de Maurice Tourneur
- 1949 : Marlène de Pierre de Hérain
- 1949 : Fandango d'Emile-Edwin Reinert (adaptation et dialogues)

#### Télévision
- 1971 : La Mère, téléfilm (scénario)

### Assistant réalisateur
- 1935 : L'Équipage d'Anatole Litvak
- 1935 : Kœnigsmark de Maurice Tourneur
- 1938 : La Marseillaise de Jean Renoir
- 1940 : De Mayerling à Sarajevo de Max Ophuls

### Acteur
- 1932 : L'affaire est dans le sac moyen métrage de Pierre Prévert
- 1940 : De Mayerling à Sarajevo de Max Ophuls
- 1962 : Mandrin de lui-même : Le curé de la baronne d'Escourt.

## Théâtre

### Metteur en scène
- 1960 : Phèdre de Racine, Théâtre royal du Gymnase, Théâtre du Vieux-Colombier
- 1965 : Don Quichotte d'Yves Jamiaque d'après Miguel de Cervantès, Théâtre des Célestins

## Distinctions

### Honneurs
- Commandeur de l'ordre des Arts et des Lettres (1984)

### Récompenses
- Berlinale 1951 : Ours d'or pour Sans laisser d'adresse.
- Grand prix du cinéma français 1955 pour Les Évadés.
- 1960 : Prix du Festival du Jeune Théâtre pour sa mise en scène de Phèdre de Jean Racine avec Silvia Monfort, Théâtre du Vieux-Colombier (Paris).
- 1960 : Grand Prix du Festival du Cycle Latin pour sa mise en scène de Phèdre de Jean Racine avec Silvia Monfort, Théâtre du Vieux-Colombier (Paris).
- Prix SACD 1984 : Médaille Beaumarchais.

### Biographie
- Philippe Renard (préface de Gérard Oury), Un cinéaste des années 50 : Jean-Paul Le Chanois, Dreamland Éditeur, Paris, 2000,  (ISBN 2910027562)

### Essai
- Philippe Esnault (entretiens avec Jean-Paul Le Chanois), Le Temps des cerises, Éditions Institut Lumière/Actes Sud, 1996  (ISBN 2742706739)